# Eremophila grandiflora
Eremophila grandiflora là một loài thực vật có hoa trong họ Huyền sâm. Loài này được A.P.Br. & Buirchell mô tả khoa học đầu tiên năm 2007.